# José Joaquim de Morais

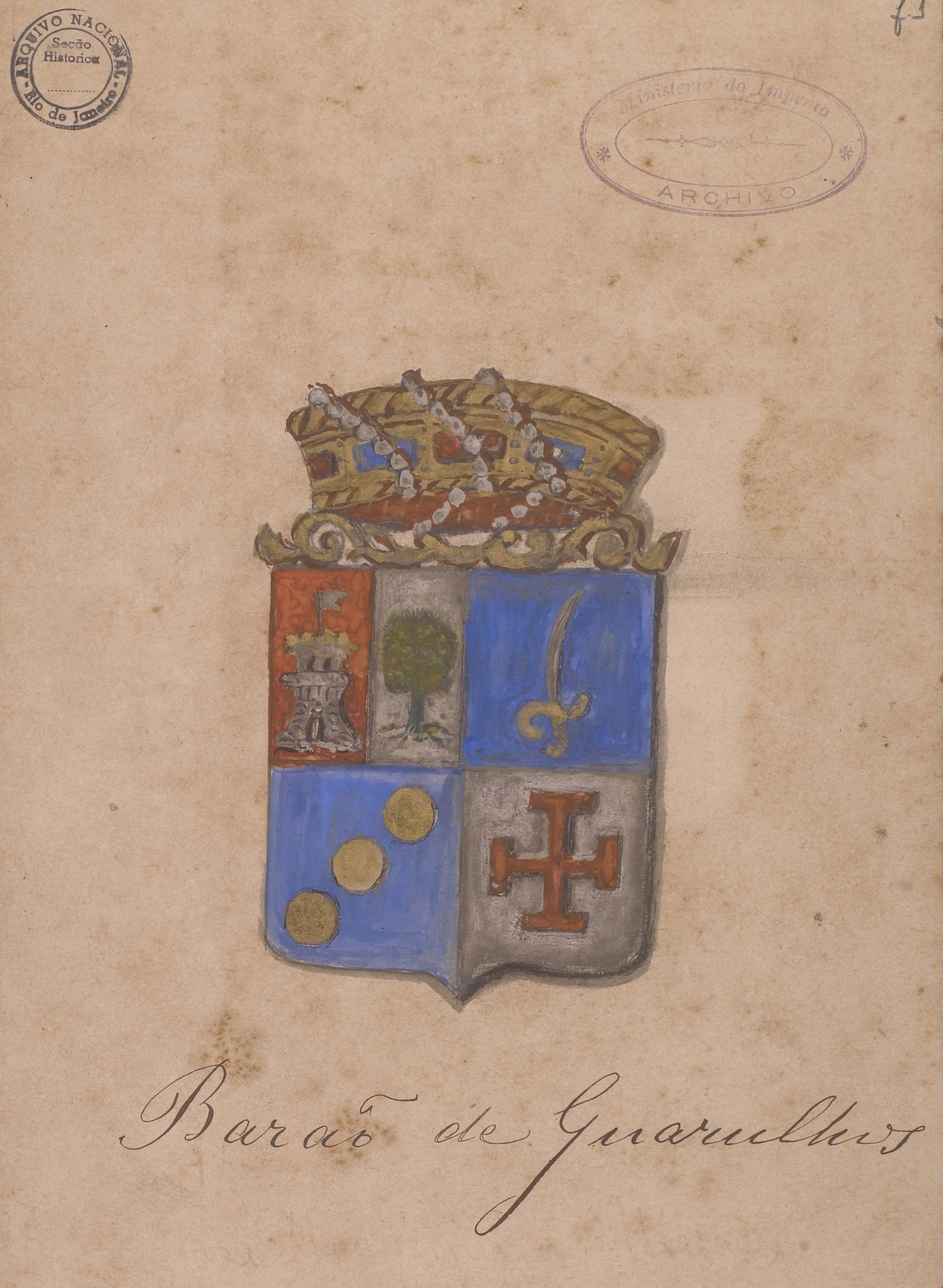
Brasão de José Joaquim de Morais (Arquivo Nacional).

José Joaquim de Morais, primeiro e único barão de Guarulhos (Alfarrobeira, 16 de julho de 1806 — Campos dos Goitacazes, 2 de outubro de 1890) foi um comerciante brasileiro.

## História
Filho de Manuel da Cruz Morais e de Ana Bernardina de Morais, veio para o Brasil com 16 anos e prosperou como comerciante na cidade de Campos. Foi agraciado barão em 17 de maio de 1884. Também foi tenente-coronel da Guarda Nacional. Faleceu solteiro.